# Великий Гэтсби (фильм, 1949)
Великий Гэтсби (англ. The Great Gatsby) — американская мелодрама 1949 года режиссёра Эллиотта Наджента и продюсера Ричарда Майбаума по сценарию Ричарда Майбаума и Сирила Хьюма. Фильм основан на романе «Великий Гэтсби» Фрэнсиса Скотта Фицджеральда. Композитор фильма Роберт Долан, оператор Джон Фрэнсис Зейтц.

## Сюжет
Таинственная фигура, Джей Гэтсби, который устраивает роскошные вечеринки в своём поместье на Лонг-Айленде, просит соседа Ника Каррауэя устроить частный чай с кузиной Ника, Дейзи Бьюкенен. Оказывается, Гэтсби любил её до того, как ушёл на войну.
Теперь Гэтсби богат и хочет её вернуть, но Дейзи замужем за Томом Бьюкененом и у неё есть дочь. Однако она несчастна и знает, что у её мужа был роман с Миртл Уилсон, женой владельца бензоколонки.
Дейзи, кажется, рада вниманию Гэтсби. Они общаются с её подругой Джордан Бейкер и Ником в городе. Дейзи уезжает с Гэтсби, садится за руль и сбивает Миртл на улице, убивая её. Уилсон поначалу считает, что Том намеренно убил его жену, но Гэтсби берёт вину на себя. Уилсон застрелил его в бассейне своего особняка, и только Джордан и Ник присутствовали на его похоронах.